# Flachslanden
Flachslanden er en købstad i Landkreis Ansbach i Regierungsbezirk Mittelfranken i den tyske delstat Bayern.

## Geografi
Flachslanden ligger nordvest for Ansbach, omkring midt mellem Bad Windsheim og Ansbach i Naturpark Frankenhöhe. Nabokommuner er (med uret, fra nord): Obernzenn, Rügland, Lehrberg og Oberdachstetten.

### Bydele landsbyer og bebyggelser
| - Birkenfels - Borsbach - Boxau - Flachslanden - Hainklingen - Kellern - Kemmathen - Kettenhöfstetten | - Lockenmühle - Neustetten - Rosenbach - Ruppersdorf - Schmalnbühl - Sondernohe - Virnsberg - Wippenau |